# Liste des mémoriaux et cimetières militaires de la Somme

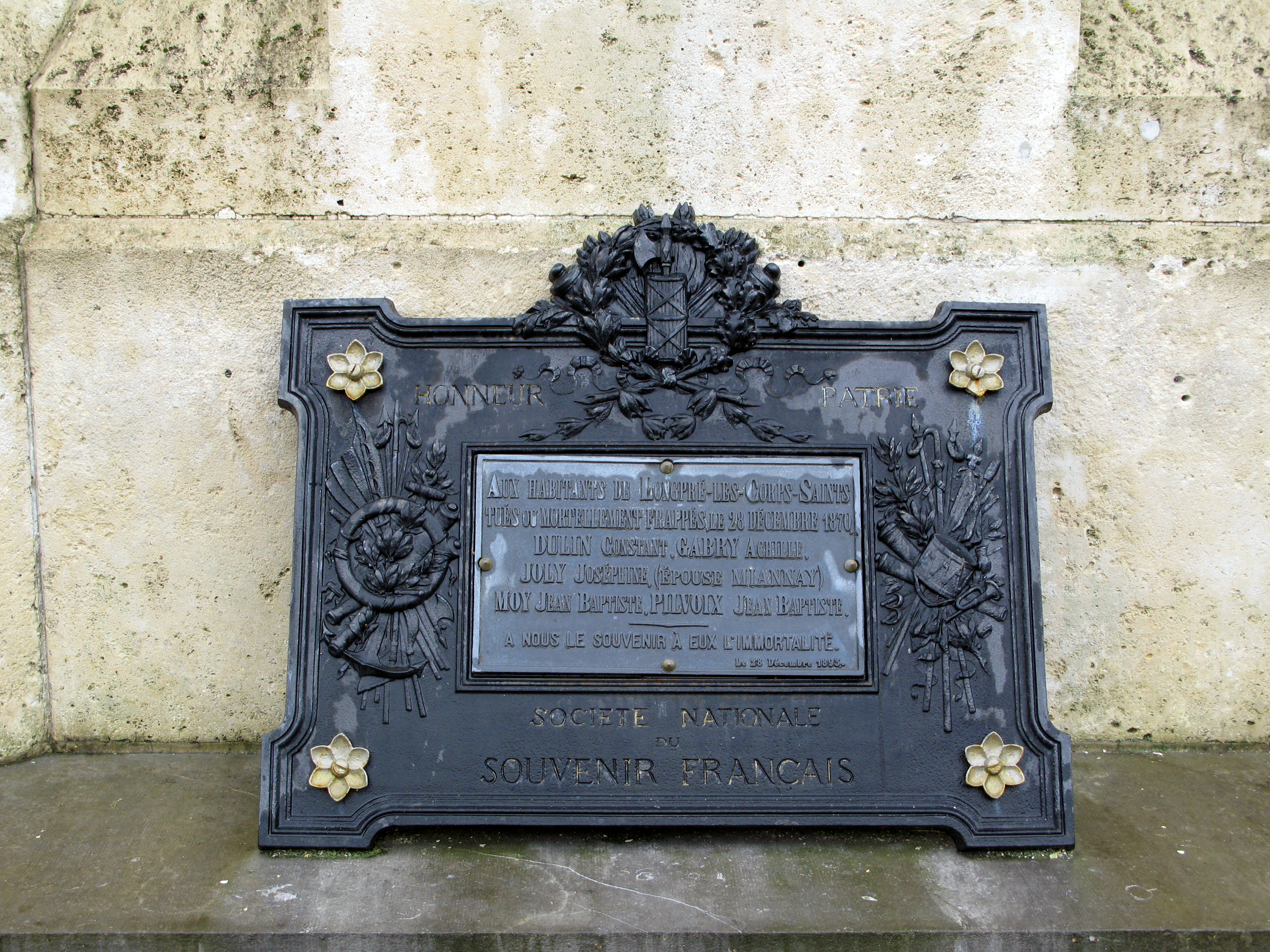
Longpré-les-Corps-Saints : plaque en mémoire des victimes du 8 décembre 1870.

La liste des mémoriaux et cimetières militaires du département de la Somme répertorie les cimetières militaires, les mémoriaux ainsi que les stèles, plaques commémoratives et autres monuments qui honorent la mémoire des morts aux combats, des victimes de bombardements ou d’exactions de l'ennemi ainsi que celle de personnels de santé, de chefs militaires ou politiques pendant :
- La Guerre de Cent Ans ;
- Les guerres napoléoniennes ;
- la Guerre franco-allemande de 1870 ;
- la Première Guerre mondiale ;
- la Seconde Guerre mondiale ;
- les guerres coloniales (guerre d'Indochine, guerre d'Algérie, combats du Maroc et de Tunisie).

Les lieux sont classés par conflit, par nationalité (pour les deux guerres mondiales), par arrondissement et par commune.

## Guerre de Cent Ans
| Commune           | cimetières et monuments commémoratifs                                                                                               | illustration |
| ----------------- | --- | ------------ |
| Crécy-en-Ponthieu | Monument « à Jean de Luxembourg roi de Bohême et à ses vaillants compagnons d'armes morts pour la France à Crécy le 26 août 1346. » |              |
| Estrées-lès-Crécy | Croix de Jean de Luxembourg |              |

## Guerres duIerEmpire
| Commune              | cimetières et monuments commémoratifs                                                                   | illustration |
| -------------------- | --- | ------------ |
| Guyencourt-Saulcourt | Monument avec plaque portant les noms de soldats originaires de la commune morts en service (1808-1812) |              |

## Guerre de 1870-1871

### Arrondissement d'Abbeville
| Commune                  | cimetières et monuments commémoratifs | illustration |
| ------------------------ | --- | ------------ |
| Abbeville                | Cimetière de la Chapelle : monument commémoratif à la mémoire des soldats et marins de l'arrondissement d'Abbeville morts pour la Patrie (1870-1912), le « Mobile en armes ».                         |              |
| Ailly-le-Haut-Clocher    | Sur le mur de l'église : plaque commémorative « À la mémoire des mobiles du canton d'Ailly-le-Haut-Clocher tombés glorieusement devant l'ennemi » 1870-1871.                                          |              |
| Crécy-en-Ponthieu        | Monument aux soldats du canton de Crécy-en-Ponthieu 1870-1871 |              |
| Hallencourt              | Monument aux Mobiles 1870-1871, sur la place de la mairie. Les différents champs de bataille de la région y sont inscrits : Villers-Bretonneux, Pont-Noyelles, Saint-Quentin, Bapaume, Longpré, Dury. |              |
| Long                     | Monument aux morts de la commune Guerre de 1870 |              |
| Longpré-les-Corps-Saints | Plaque commémorative en fonte « Aux habitants de Longpré-les-Corps-Saints tués ou mortellement frappés le 28 décembre 1870 », posée contre le socle du monument aux morts de la Guerre de 1914-1918.  |              |
| Longpré-les-Corps-Saints | Cimetière communal : monument à la mémoire des Français morts pour la défense de la patrie, 28 X 1870                                                                                                 |              |
| Moyenneville             | Monument aux morts du canton de Moyenneville 1870-1871. |              |
| Saint-Blimont            | Monument aux morts de la Guerre de Crimée et de la Guerre de 1870-1871 (cinq mobiles de la Somme originaires du village, morts pendant le siège de Paris et le siège de Péronne).                     |              |

### Arrondissement d'Amiens
| Commune                | cimetières et monuments commémoratifs | illustration |
| ---------------------- | --- | ------------ |
| Amiens                 | Cimetière de La Madeleine Classé MH (1995) : - carré militaire de la Guerre de 1870 (209 soldats inhumés) : - monument « Aux soldats français morts pour la défense de la Patrie 1870-1871 » - tombe du commandant Jean-François Vogel - tombe du capitaine Charles Petit - tombe de Victor et Victorine Autier, en contrebas du carré militaire                                                     |              |
| Amiens                 | Citadelle d'Amiens : logis du gouverneur, plaque à la mémoire du commandant Vogel tué à l'ennemi. |              |
| Bavelincourt           | Cimetière communal, Tombe militaire 1870-1871. |              |
| Beaucourt-sur-l'Hallue | Cimetière communal, tombe collective de deux mobiles du Pas-de-Calais et de deux autres braves qui ont péri dans le combat du 23 décembre 1870 sur le territoire de cette commune. |              |
| Béhencourt             | Cimetière communal : - monument « À la mémoire des Français morts pour la défense de la Patrie 23-24 décembre 1870 ». - monument « À la mémoire des gardes du 1er bataillon des G. N. mobiles du Nord et d'un soldat du 24e de ligne morts pour la défense de la Patrie ». |              |
| Boves                  | Enclos comportant les monuments suivants l'un derrière l'autre : - Monument « À la mémoire des Français morts pour la défense de la Patrie 26-27 novembre 1870 », en forme d’obélisque sur base quadrangulaire, surmonté d'un Christ en croix ; - Monument en forme de borne à la mémoire de BLARY Jean « mort pour la défense de la Patrie 27 novembre 1870 » ; - Calvaire avec croix en fer forgé. |              |
| Bussy-lès-Daours       | Cimetière communal : tombes militaires de 1870 entourée de grilles. |              |
| Cachy                  | Monument aux soldats du 43e Régiment de ligne tombés le 27 novembre 1870. |              |
| Corbie                 | Cimetière communal : - monument à l'Armée du Nord 1870-1871 - ossuaire où reposent 35 militaires - trois tombes où reposent des marins et un soldat français - une tombe où sont enterrés deux soldats allemands. |              |
| Daours                 | Cimetière communal : monument à la mémoire de 36 soldats français, morts pour la défense de la France le 23 décembre 1870 surmontant l'ossuaire. |              |
| Dury                   | Monument de la bataille de Dury 27 novembre 1870. |              |
| Fouilloy               | Monument à la mémoire de Jules Lardière, préfet de la Défense nationale |              |
| Fouilloy               | Cimetière communal : monument à la mémoire des jeunes gens de la commune morts en servant la patrie pendant les guerres de 1870-1871. |              |
| Franvillers            | Cimetière communal : monument aux morts de 1870-1871. |              |
| Fréchencourt           | Cimetière communal : - tombe de soldats français surmontée d'un monument - tombe en mémoire de 14 soldats allemands. |              |
| Gentelles              | Cimetière communal : monument aux Français morts pour la défense de la patrie, 27 novembre 1870. |              |
| Hébécourt              | Cimetière communal, deux monuments à la mémoire des soldats français morts le 27 novembre 1870 et ossuaire |              |
| Hébécourt              | Route de Plachy, monument au 2e bataillon de chasseurs à pied |              |
| Hébécourt              | Sur la façade de l'église, inscription gravée : « À la mémoire des 37 soldats français du 2e bataillon de marche des chasseurs à pied tombés glorieusement pour la défense de la patrie sur le territoire d’Hébécourt et de Blimont Lefebvre et Théodore Joly habitants d’Hébécourt tués dans leurs foyers par les soldats allemands - 27 novembre 1870 ».                                           |              |
| Hébécourt              | Bois d'Hébécourt : stèle avec cette inscription : « Ici tomba le 27 novembre 1870 François Henri de Guise âgé de 18 ans, caporal fourrier au 2e bataillon de marche des chasseurs à pied ». |              |
| Hénencourt             | Monument « Espérance » |              |
| Lahoussoye             | Cimetière communal, monument aux morts de 1870-1871. |              |
| Montigny-sur-l'Hallue  | Cimetière communal : monument de la Guerre de 1870, « Hommage des jeunes gens et des habitants de Montigny » et tombe collective. |              |
| Pont-Noyelles          | Colonne Faidherbe (monument commémoratif de la bataille de l'Hallue) Inscrit MH (2003) |              |
| Pont-Noyelles          | Ossuaire rassemblant les corps de 74 soldats français |              |
| Pont-Noyelles          | Cimetière communal : - ossuaire allemand - ossuaire français - tombe de deux soldats français |              |
| Querrieu               | Cimetière communal : - ossuaire allemand - ossuaire français |              |
| Sains-en-Amiénois      | Cimetière communal : - Tombes militaires |              |
| Vecquemont             | Cimetière communal : monument en forme de borne, « À nos héros 1870-1871 - 1914-1918 ». Avec, sur une face, l'inscription suivante : « À la mémoire d'un marin mort pour la défense de la Patrie 24 décembre 1870 » et une ancre de marine gravée. |              |
| Villers-Bretonneux     | Cimetière communal : - monument aux Français morts pour la patrie le 27 novembre 1870 - ossuaire |              |

### Arrondissement de Montdidier
| Commune              | cimetières et monuments commémoratifs                                                          | illustration |
| -------------------- | ---------------------------------------------------------------------------------------------- | ------------ |
| Mézières-en-Santerre | Cimetière communal, monument aux Français morts pour la défense de la Patrie 24 novembre 1870. |              |
| Moreuil              | Monument aux morts, partie haute, « Aux morts pour la France du canton de Moreuil 1870-1871 ». |              |

### Arrondissement de Péronne
| Commune            | cimetières et monuments commémoratifs | illustration |
| ------------------ | --- | ------------ |
| Acheux-en-Amiénois | Stèle à la mémoire d'Alphonse Pinchon, mort pour la défense de la Patrie le 2 janvier 1871 |              |
| Albert             | Monument aux morts avec cette dédicace : « Albert à ses morts ». |              |
| Ham                | Cimetière communal : monument à la mémoire des soldats de l'Armée du Nord. |              |
| Lesbœufs           | Monuments aux morts : liste des victimes de la commune 1870-1871 |              |
| Péronne            | Monument du Marin Delpas (siège de Péronne (1871).) |              |
| Pœuilly            | En contrebas de la route de Pœuilly à Vermand au lieu-dit « La Table-Dieu » : - Tombe collective de 30 soldats prussiens tombés à Pœuilly le 10 janvier 1871 - Deux stèles et tombe de sept soldats français tombés à Pœuilly le 10 janvier 1871 (restaurées en 2020) |              |
| Tertry             | Cimetière communal : tombe de dix soldats français 1870-1871, avec trois monuments en forme de borne et une croix en fer forgé. |              |

## Première Guerre mondiale

### Cimetières militaires et monuments allemands

#### Arrondissement de Montdidier
| Commune    | cimetières et monuments commémoratifs      | illustration |
| ---------- | ------------------------------------------ | ------------ |
| Andechy    | Cimetière militaire allemand d'Andechy     |              |
| Montdidier | Cimetière militaire allemand de Montdidier |              |
| Morisel    | Cimetière militaire allemand de Morisel    |              |
| Roye       | Cimetière militaire allemand de Roye       |              |

#### Arrondissement de Péronne
| Commune               | cimetières et monuments commémoratifs                                                  | illustration |
| --------------------- | -------------------------------------------------------------------------------------- | ------------ |
| Béthencourt-sur-Somme | Cimetière militaire allemand de Béthencourt-sur-Somme                                  |              |
| Bray-sur-Somme        | Cimetière militaire allemand de Bray-sur-Somme et monument allemand                    |              |
| Caix                  | Cimetière militaire allemand de Caix                                                   |              |
| Chaulnes              | Monument allemand de Chaulnes                                                          |              |
| Curchy                | Cimetière militaire allemand de Manicourt                                              |              |
| Flaucourt             | Monument allemand de Flaucourt Inscrit MH (1999)                                       |              |
| Fricourt              | Cimetière militaire allemand de Fricourt                                               |              |
| Muille-Villette       | Cimetière militaire allemand de Muille-Villette                                        |              |
| Proyart               | Cimetière militaire allemand de Proyart                                                |              |
| Rancourt              | Cimetière militaire allemand de Rancourt Inscrit MH (2016) - Patrimoine mondial (2023) |              |
| Vermandovillers       | Cimetière militaire allemand de Vermandovillers                                        |              |

### Monuments américains

#### Arrondissement de Montdidier
| Commune     | cimetières et monuments commémoratifs                                                                     | illustration |
| ----------- | --- | ------------ |
| Cantigny    | Monument américain de Cantigny                                                                            |              |
| Cantigny    | Monument à la 1re division américaine (Big red one)                                                       |              |
| Cantigny    | Monument au 28e Régiment d'Infanterie américaine (en)                                                     |              |
| Coullemelle | Cimetière communal : monument « Aux soldats américains et français morts pour la défense de Coullemelle » |              |

#### Arrondissement de Péronne
| Commune  | cimetières et monuments commémoratifs | illustration |
| -------- | --- | ------------ |
| Chaulnes | Monument en souvenir de la collaboration des Croix-Rouge américaine et française pendant la Grande Guerre, en forme de borne-fontaine sculptée. |              |

### Cimetières et mémoriaux du Commonwealth

#### Arrondissement d'Abbeville
| Commune                  | cimetières et monuments commémoratifs                                                         | illustration |
| ------------------------ | --------------------------------------------------------------------------------------------- | ------------ |
| Abbeville                | Cimetière militaire britannique d'Abbeville (Abbeville Communal Cemetery)                     |              |
| Abbeville                | Cimetière militaire britannique d'Abbeville (Abbeville Communal Cemetery and Extension)       |              |
| Cayeux-sur-Mer           | Cimetière communal : carré militaire britannique                                              |              |
| Longpré-les-Corps-Saints | Cimetière militaire britannique de Longpré (Longpré-les-Corps-Saints British Cemetery)        |              |
| Noyelles-sur-Mer         | Cimetière chinois de Nolette Inscrit MH (2016) - Patrimoine mondial (2023)                    |              |
| Noyelles-sur-Mer         | Statue en hommage aux travailleurs chinois de la Première Guerre mondiale (hameau de Nolette) |              |
| Pont-Remy                | Cimetière militaire britannique de Pont-Remy (Pont-Remy British Cemetery)                     |              |
| Saint-Riquier            | Saint-Riquier British Cemetery                                                                |              |
| Saint-Valery-sur-Somme   | Cimetière communal : carré militaire britannique                                              |              |

#### Arrondissement d'Amiens
| Commune               | cimetières et monuments commémoratifs                                                                        | illustration |
| --------------------- | --- | ------------ |
| Allonville            | Cimetière britannique d'Allonville (Allonville Communal Cemetery)                                            |              |
| Amiens                | Cimetière Saint-Pierre (Cimetière militaire britannique du Faubourg-Saint-Pierre)                            |              |
| Aubigny               | Aubigny British Cemetery (Cimetière britannique d'Aubigny )                                                  |              |
| Bavelincourt          | Cimetière communal : carré militaire britannique                                                             |              |
| Beauval               | Cimetière britannique de Beauval (Beauval Communal Cemetery)                                                 |              |
| Blangy-Tronville      | Cimetière britannique de Blangy-Tronville (Blangy-Tronville Communal Cemetery)                               |              |
| Bonnay                | Cimetière britannique de Bonnay (Bonnay Communal Cemetery Extension)                                         |              |
| Boves                 | Cimetière britannique de Boves (Boves West Communal Cemetery And Extension)                                  |              |
| Boves                 | Cimetière communal : carré militaire britannique                                                             |              |
| Colincamps            | Euston Road Cemetery                                                                                         |              |
| Colincamps            | Sucrerie Military Cemetery, Colinchamps                                                                      |              |
| Contay                | Contay British Cemetery (Cimetière britannique de Contay)                                                    |              |
| Corbie                | Corbie Communal Cemetery and Extension (Cimetière britannique de Corbie )                                    |              |
| Corbie                | La Neuville British Cemetery (Cimetière britannique de La Neuville )                                         |              |
| Corbie                | Cimetière communal de La Neuville : carré militaire britannique                                              |              |
| Crouy-Saint-Pierre    | Cimetière britannique de Crouy-Saint-Pierre (Crouy British Cemetery)                                         |              |
| Daours                | Cimetière britannique de Daours (Daours Communal Cemetery Extension)                                         |              |
| Doullens              | Doullens Communal Cemetery Extension No.1                                                                    |              |
| Doullens              | Doullens Communal Cemetery Extension N°2 Cimetière britannique de Doullens no 2                              |              |
| Doullens              | Cimetière communal : - carré militaire britannique A - carré militaire britannique B                         |              |
| Fienvillers           | Fienvillers British Cemetery ( Cimetière britannique de Fienvillers )                                        |              |
| Fouilloy              | Mémorial national australien de Villers-Bretonneux Inscrit MH (2017) - Patrimoine mondial (2023)             |              |
| Fouilloy              | Villers-Bretonneux Military Cemetery                                                                         |              |
| Fouilloy              | Centre Sir John Monash                                                                                       |              |
| Fouilloy              | Cimetière communal : carré militaire britannique                                                             |              |
| Franvillers           | Cimetière britannique de Franvillers (Franvillers Communal Cemetery Extension)                               |              |
| Fréchencourt          | Cimetière britannique de Fréchencourt (Fréchencourt Communal Cemetery)                                       |              |
| Gézaincourt           | Bagneux British Cemetery Cimetière britannique de Bagneux                                                    |              |
| Gézaincourt           | Gézaincourt Communal Cemetery Extension Cimetière britannique de Gézaincourt                                 |              |
| Halloy-lès-Pernois    | Cimetière britannique de Pernois (Pernois British Cemetery)                                                  |              |
| Le Hamel              | Mémorial australien du Hamel                                                                                 |              |
| Le Hamel              | Hameau de Bouzencourt : Monument à la mémoire du capitaine Francis Mond et du lieutenant Martyn de la R.A.F. |              |
| Longueau              | Cimetière britannique de Longueau (Longueau British Cemetery)                                                |              |
| Marcelcave            | Cimetière britannique du bois (Wood Cemetery)                                                                |              |
| Méricourt-l'Abbé      | Cimetière militaire britannique de la gare d'Heilly (Heilly Station Cemetery)                                |              |
| Méricourt-l'Abbé      | Cimetière britannique de Méricourt-l'Abbé (Mericourt-l'Abbé Communal Cemetery Extension)                     |              |
| Montigny-sur-l'Hallue | Cimetière britannique de Montigny-sur-l'Hallue (Montigny Communal Cemetery Extension)                        |              |
| Montigny-sur-l'Hallue | Cimetière communal, carré militaire britannique                                                              |              |
| Namps-Maisnil         | Cimetière britannique de Namps-au-Val (Namps-au-Val British Cemetery)                                        |              |
| Naours                | Carré militaire britannique à l'intérieur du cimetière communal.                                             |              |
| Picquigny             | Cimetière britannique de Picquigny (Picquigny British Cemetery)                                              |              |
| Querrieu              | Cimetière britannique de Querrieu (Querrieu British Cemetery)                                                |              |
| Ribemont-sur-Ancre    | Cimetière britannique de Ribemont-sur-Ancre (Ribemont Communal Cemetery Extension)                           |              |
| Sailly-Laurette       | Monument à Wilfred Owen                                                                                      |              |
| Sailly-Laurette       | Cimetière britannique Beacon (Beacon Cemetery)                                                               |              |
| Sailly-le-Sec         | Cimetière britannique Dive Cops (Dive Copse British Cemetery)                                                |              |
| Sailly-le-Sec         | Monument à la 3e division australienne                                                                       |              |
| Vignacourt            | Cimetière militaire britannique de Vignacourt                                                                |              |
| Villers-Bocage        | Cimetière britannique de Villers-Bocage (Villers-Bocage Communal Cemetery Extension)                         |              |
| Villers-Bretonneux    | Adelaïde Cemetery Cimetière britannique Adélaïde                                                             |              |
| Villers-Bretonneux    | Crucifix Corner Cemetery                                                                                     |              |
| Villers-Bretonneux    | Borne Vauthier                                                                                               |              |
| Warloy-Baillon        | Warloy-Baillon Communal Cemetery Extension Cimetière britannique extension du cimetière communal             |              |

#### Arrondissement de Montdidier
| Commune               | cimetières et monuments commémoratifs | illustration |
| --------------------- | --- | ------------ |
| Beaucourt-en-Santerre | Cimetière britannique de Beaucourt-en-Santerre (Beaucourt British Cemetery) |              |
| Cayeux-en-Santerre    | Cimetière britannique de Cayeux-en-Santerre (Cayeux Military Cemetery) |              |
| Caix                  | Caix British Cemetery |              |
| Caix                  | Manitoba Cemetery, Caix |              |
| Démuin                | Démuin British Cemetery (Cimetière britannique de Démuin) |              |
| Démuin                | Toronto Cemetery, Démuin ( Cimetière britannique Toronto) |              |
| Démuin                | Monument à la Brigade de cavalerie canadienne (Canadian Cavalery Brigade), à la mémoire du Lieutenant Flowerdew, tué lors de l'attaque du 31 mars 1918 et à la mémoire de 20 Britanniques du Queen's Own Oxfordshire Hussars |              |
| Domart-sur-la-Luce    | Cimetière britannique Hourges (Hourges Orchard Cemetery) |              |
| Hangard               | Cimetière britannique de Hangard (Hangard Communal Cemetery Extension) |              |
| Hangard               | Cimetière britannique du bois de Hangard (Hangard Wood British Cemetery) |              |
| Mézières-en-Santerre  | Cimetière britannique de Mézières-en-Santerre (Mezières Communal Cemetery Extension) |              |
| Moreuil               | Cimetière britannique de Moreuil (Moreuil Communal Cemetery Allied Extension) |              |
| Moreuil               | bois de la Corne : - stèle de J.J. Willoughby, - stèle à la mémoire des disparus |              |
| Le Quesnel            | Mémorial canadien |              |
| Le Quesnel            | Cimetière britannique Hillside (Hillside Cemetery) |              |
| Le Quesnel            | Cimetière britannique du Quesnel (Le Quesnel Communal Cemetery Extension) |              |
| Roye                  | Cimetière britannique de Roye (Roye New British Cemetery) |              |

#### Arrondissement de Péronne
| Commune                                                                       | cimetières et monuments commémoratifs | illustration |
| ----------------------------------------------------------------------------- | --- | ------------ |
| Acheux-en-Amiénois                                                            | Acheux British Cemetery Cimetière militaire britannique d'Acheux-en-Amiénois |              |
| Albert                                                                        | Albert Communal Cemetery Extension (Cimetière militaire britannique d'Albert) |              |
| Albert                                                                        | Bapaume Post Military Cemetery, Albert (Cimetière militaire Bapaume Post, Albert) |              |
| Albert                                                                        | Cimetière militaire britannique Bouzincourt Ridge (Bouzincourt Ridge Cemetery) |              |
| Albert                                                                        | Borne Vauthier |              |
| Assevillers                                                                   | Cimetière militaire britannique d'Assevillers |              |
| Auchonvillers                                                                 | Auchonvillers Military Cemetery (Cimetière militaire britannique d'Auchonvillers) |              |
| Auchonvillers                                                                 | Hawthorn Ridge Cemetery N°1 (Cimetière militaire britannique Hawthorn Ridge No 1) |              |
| Auchonvillers                                                                 | Hawthorn Ridge Cemetery N°2 (Cimetière militaire britannique Hawthorn Ridge No 2) |              |
| Auchonvillers                                                                 | Cimetière communal : carré militaire britannique |              |
| Authuille                                                                     | Mémorial de Thiepval Inscrit MH (2016) - Patrimoine mondial (2023) |              |
| Authuille                                                                     | Lonsdale Cemetery |              |
| Authuille                                                                     | Cimetière militaire franco-britannique de Thiepval |              |
| Authuille                                                                     | Authuille Military Cemetery (Cimetière militaire britannique d'Authuille) |              |
| Authuille                                                                     | Blighty Valley Cemetery, Cimetière militaire britannique Blighty Valley |              |
| Authuille                                                                     | Stèle à la mémoire du Dorstshire Régiment (Dorset Memorial) |              |
| Aveluy                                                                        | Aveluy Communal Cemetery Extension, Cimetière militaire britannique d'Aveluy |              |
| Aveluy                                                                        | Lonsdale Cemetery, Cimetière militaire britannique Lonsdale |              |
| Bazentin                                                                      | Bazentin-le-Petit Communal Cemetery Extension (Cimetière militaire britannique extension du cimetière communal de Bazentin) |              |
| Bazentin                                                                      | Bazentin-le-Petit Military Cemetery (Cimetière militaire britannique de Bazentin) |              |
| Bazentin                                                                      | Stèle mémorielle (1916) |              |
| Beaucourt-sur-l'Ancre                                                         | Monument à la Royal Naval Division (en) |              |
| Beaumont-Hamel                                                                | Parc terre-neuvien Inscrit MH (2016) : - Monument à la 29e division britannique - Mémorial terre-neuvien de Beaumont-Hamel Patrimoine mondial (2023) - Monument à la 51e division des Highlands - Y ravine cemetery - Hunter's cemetery - Hawthorn Ridge Cemetery N°2 |              |
| Beaumont-Hamel                                                                | Cimetière militaire britannique de la route de Serre (Beaumont-Hamel) |              |
| Beaumont-Hamel                                                                | Cimetière militaire britannique de l'Ancre (Ancre British Cemetery) |              |
| Beaumont-Hamel                                                                | Beaumont-Hamel British Cemetery (Cimetière militaire britannique de Beaumont-Hamel) |              |
| Beaumont-Hamel                                                                | Frankfurt Trench British Cemetery |              |
| Beaumont-Hamel                                                                | Hamel Military Cemetery (Cimetière militaire britannique de Hamel) |              |
| Beaumont-Hamel                                                                | Munich Trench British Cemetery |              |
| Beaumont-Hamel                                                                | New Munich Trench British Cemetery |              |
| Beaumont-Hamel                                                                | Redan Ridge Cemetery No1 |              |
| Beaumont-Hamel                                                                | Redan Ridge Cemetery No2 |              |
| Beaumont-Hamel                                                                | Redan Ridge Cemetery No3 |              |
| Beaumont-Hamel                                                                | Waggon Road Cemetery |              |
| Beaumont-Hamel                                                                | Monument au 8e Argyll and Sutherland Highlanders |              |
| Bécordel-Bécourt                                                              | Cimetière militaire britannique de Bécourt (Bécourt Military Cemetery) |              |
| Bécordel-Bécourt                                                              | Cimetière militaire britannique Dartmoor (Dartmoor Cemetery) |              |
| Bécordel-Bécourt                                                              | Cimetière britannique Norfolk (Norfolk Cemetery) |              |
| Bertrancourt                                                                  | Cimetière militaire britannique de Bertrancourt (Bertrancourt Military Cemetery) |              |
| Bouchoir                                                                      | Cimetière britannique de Bouchoir (Bouchoir New British Cemetery) |              |
| Bouzincourt                                                                   | Bouzincourt Communal Cemetery Extension (Cimetière britannique de Bouzincourt ) |              |
| Bray-sur-Somme                                                                | |              |
| Carré militaire britannique du cimetière communal (2 tombes)                  | |              |
| Bray Hill British Cemetery (Cimetière militaire britannique de Bray Hills)    | |              |
| Bray Military Cemetery (Cimetière britannique de Bray-sur-Somme)              | |              |
| Bray Vale British Cemetery (Cimetière britannique de Bray Val)                | |              |
| Bronfay Farm Military Cemetery (Cimetière britannique de la ferme de Bronfay) | |              |
| Brie                                                                          | Cimetière militaire britannique de Brie (Somme) (Brie British Cemetery) |              |
| Caix                                                                          | Cimetière britannique de Caix (Caix British Cemetery) |              |
| Caix                                                                          | Cimetière britannique Manitoba (Manitoba Cemetery) |              |
| Carnoy-Mametz                                                                 | Cimetière militaire britannique de Carnoy (Carnoy Military Cemetery) |              |
| Carnoy-Mametz                                                                 | Mémorial aux soldats du Manchester Regiment qui ont libéré Carnoy le 1er juillet 1916 |              |
| Carnoy-Mametz                                                                 | Mémorial à la 38e division galloise |              |
| Carnoy-Mametz                                                                 | Cimetière militaire de l'allée de Dantzig (Mametz) (Dantzig Alley British Cemetery) |              |
| Carnoy-Mametz                                                                 | Cimetière militaire du bois du fer à repasser (Mametz) (Flatiron Copse Cemetery) |              |
| Carnoy-Mametz                                                                 | Cimetière britannique Devonshire (Devonshire Cemetery) |              |
| Carnoy-Mametz                                                                 | Gordon Cemetery |              |
| Cerisy                                                                        | Nécropole nationale de Cerisy : carré militaire britannique |              |
| Cerisy                                                                        | Cimetière britannique de Cerisy (Cerisy-Gailly Military Cemetery) |              |
| Chipilly                                                                      | Monument à la 58e division britannique |              |
| Chipilly                                                                      | Cimetière communal : carré militaire britannique (Chipilly Communal Cemetery) |              |
| Colincamps                                                                    | Cimetière militaire britannique Euston Road (Euston Road Cemetery) |              |
| Colincamps                                                                    | Cimetière militaire britannique de la Sucrerie |              |
| Combles                                                                       | Cimetière militaire britannique de Combles (Combles Communal cemetery extension) |              |
| Combles                                                                       | Cimetière de la Guards Division de Combles (Guards' Cemetery, Combles) |              |
| Contalmaison                                                                  | Cimetière militaire britannique du Château de Contalmaison (Contalmaison Chateau Cemetery) |              |
| Contalmaison                                                                  | Cimetière 2e cimetière canadien Sunken Road |              |
| Contalmaison                                                                  | Cimetière militaire britannique Sunken Road (Sunken Road Cemetery) |              |
| Contalmaison                                                                  | Monument au 12e bataillon du Manchester Regiment écossais, (« Bataillon de McCrae ») |              |
| Contalmaison                                                                  | Cimetière communal : monument au 12e bataillon de Manchester |              |
| Contalmaison                                                                  | Bell's Redoubt |              |
| Courcelette                                                                   | Mémorial canadien de Courcelette |              |
| Courcelette                                                                   | Cimetière britannique de Courcelette (Courcelette British Cemetery) |              |
| Courcelles-au-Bois                                                            | Cimetière britannique de Courcelles-au-Bois (Courcelles-au-Bois Communal Cemetery Extension) |              |
| Dernancourt                                                                   | Cimetière communal : carrés militaires britannique et français |              |
| Dernancourt                                                                   | Dernancourt Communal Cemetery Extension |              |
| Doingt                                                                        | Doingt Communal Cemetery Extension (Cimetière militaire de Doingt) |              |
| Englebelmer                                                                   | Englebelmer Communal Cemetery |              |
| Englebelmer                                                                   | Englebelmer Communal Cemetery Extension |              |
| Ennemain                                                                      | Cimetière britannique d'Ennemain (Ennemain Communal Cemetery Extension) |              |
| Épehy                                                                         | Cimetière militaire britannique Domino d'Epehy (British Cemetery, Épehy) |              |
| Épehy                                                                         | Cimetière militaire britannique Wood Farm d'Epehy (Épehy Wood Farm Cemetery) |              |
| Épehy                                                                         | Cimetière militaire Pigeon Ravine d'Epehy (Pigeon Ravine Cemetery, Epehy) |              |
| Épehy                                                                         | Mémorial de la 12e division d'infanterie britannique d'Épehy |              |
| Étinehem-Méricourt                                                            | Carré britannique de la Nécropole nationale de la Cote-80 |              |
| Étricourt-Manancourt                                                          | Cimetière militaire britannique d'Étricourt-Manancourt (Rocquigny-Équancourt Road British Cemetery) |              |
| Flers                                                                         | A.I.F. Burial Ground |              |
| Flers                                                                         | Bulls Road Cemetery, Flers (Cimetière britannique Bulls Road) |              |
| Flers                                                                         | Monument à la 41e division britannique (en) |              |
| Flers                                                                         | Monument au 17e bataillon du régiment du Middlesex (en) (bataillon des footballeurs) |              |
| Forceville                                                                    | Forceville Communal Cemetery and Extension |              |
| Fouquescourt                                                                  | Cimetière britannique de Fouquescourt (Fouquescourt British Cemetery) |              |
| Fricourt                                                                      | Citadel New Military Cemetery, Fricourt (Cimetière militaire britannique de la citadelle) |              |
| Fricourt                                                                      | Fricourt British Cemetery (Bray Road) (Cimetière militaire britannique de la route de Bray, Fricourt) |              |
| Fricourt                                                                      | Fricourt New Military Cemetery (Nouveau cimetière militaire de Fricourt) |              |
| Fricourt                                                                      | Peake Wood Cemetery, Fricourt (Cimetière britannique Peake Wood) |              |
| Fricourt                                                                      | Point 110 New Military Cemetery, Fricourt (Nouveau cimetière militaire de Point 110, Fricourt) |              |
| Fricourt                                                                      | Point 110 Old Military Cemetery, Fricourt (Vieux cimetière militaire de Point 110, Fricourt) |              |
| Ginchy                                                                        | Monument à la Guards Division |              |
| Grandcourt                                                                    | Grandcourt Road Cemetery (Cimetière britannique de Grandcourt) |              |
| Grandcourt                                                                    | Regina Trench Cemetery (Cimetière britannique Regina Trench) |              |
| Grandcourt                                                                    | Stump Road Cemetery (Cimetière britannique Stump Road) |              |
| Gueudecourt                                                                   | Mémorial terre-neuvien de Gueudecourt |              |
| Guillemont                                                                    | Cimetière militaire britannique de Guillemont (Guillemont Road Cemetery) |              |
| Guillemont                                                                    | Stèle à la 20e division britannique (en) (Twentieth Light Division) |              |
| Guillemont                                                                    | Monument à la 16e division irlandaise de Guillemont |              |
| Guillemont                                                                    | Monument aux hommes de Jersey morts pendant la Grande Guerre |              |
| Guyencourt-Saulcourt                                                          | Cimetière militaire britannique de Saulcourt (Saulcourt Churchyard Extension) |              |
| Hancourt                                                                      | Cimetière militaire britannique d'Hancourt |              |
| Harbonnières                                                                  | Cimetière militaire britannique d'Harbonnières (Heath Cemetery) |              |
| Harponville                                                                   | Cimetière militaire britannique d'Harponville (Harponville Communal Cemetery Extension) |              |
| Hédauville                                                                    | Hédauville Communal Cemetery Extension |              |
| Hem-Monacu                                                                    | Cimetière militaire britannique de la ferme de Hem (Hem Farm Military Cemetery) |              |
| Herbécourt                                                                    | Cimetière militaire britannique d'Herbécourt |              |
| Heudicourt                                                                    | Cimetière militaire britannique d'Heudicourt (Heudicourt Communal Cemetery Extension) |              |
| Lesbœufs                                                                      | Cimetière militaire britannique des Gardes de Lesbœufs |              |
| Longueval                                                                     | Mémorial national néo-zélandais de Longueval (monument à la division néo-zélandaise) |              |
| Longueval                                                                     | Cimetière militaire britannique Caterpillar Valley (Caterpillar Valley Cemetery) |              |
| Longueval                                                                     | Mémorial national sud-africain du bois Delville Inscrit MH (2017) - Patrimoine mondial (2023) |              |
| Longueval                                                                     | Cimetière militaire britannique du Bois Delville (Delville Wood Cemetery) |              |
| Longueval                                                                     | Bois des Fourcaux (High Wood) : - Monument à la 47e London division britannique (en) ; - Monument à la mémoire des 192 soldats du 9e bataillon Highland Light Infantry (Glasgow Highlanders) ; - Stèle du 1er Cameron Highlanders et du 1er Black Watch.              |              |
| Longueval                                                                     | Cimetière militaire britannique de Londres (London Cemetery and Extension). |              |
| Longueval                                                                     | Monument aux joueurs de cornemuse (Piper's Memorial) |              |
| Longueval                                                                     | Monument des 17e et 28e bataillons du régiment du Middlesex (bataillons des footballeurs) |              |
| Longueval                                                                     | Longueval Road Cemetery |              |
| Longueval                                                                     | Thistle Dump Cemetery, High Wood |              |
| Longueval                                                                     | Monument à la 18e division britannique du bois des Troncs (des Trônes) |              |
| Louvencourt                                                                   | Cimetière militaire britannique de Louvencourt Inscrit MH (2016) - Patrimoine mondial (2023) |              |
| Mailly-Maillet                                                                | Mailly-Maillet Communal Cemetery Extension Cimetière militaire britannique de Mailly-Maillet |              |
| Mailly-Maillet                                                                | Mailly Wood Cemetery (Cimetière militairedu Bois de Mailly) |              |
| Maricourt                                                                     | Peronne Road Cemetery (Cimetière militaire de la route de Péronne à Maricourt) |              |
| Méaulte                                                                       | Grove Town Cemetery Méaulte (Cimetière militaire britannique Grove Town) |              |
| Méaulte                                                                       | Méaulte Military Cemetery (Cimetière militaire de Méaulte) |              |
| Mesnil-Martinsart                                                             | Aveluy Wood Cemetery |              |
| Mesnil-Martinsart                                                             | Knightsbridge Cemetery, (Cimetière militaire britannique Knightsbridge) |              |
| Mesnil-Martinsart                                                             | Mesnil Ridge Cemetery (Cimetière militaire britannique Mesnil Ridge) |              |
| Mesnil-Martinsart                                                             | Mesnil Communal Cemetery Extension |              |
| Mesnil-Martinsart                                                             | Martinsart : Martinsart British Cemetery |              |
| Millencourt                                                                   | Cimetière militaire britannique de Millencourt (Millencourt Communal Cemetery Extension) |              |
| Miraumont                                                                     | Adanac Military Cemetery, Miraumont (Cimetière militaire Adanac de Miraumont) |              |
| Montauban-de-Picardie                                                         | Bernafay Wood british Cemetery, Montauban (Cimetière militaire britannique du bois de Bernafay, Montauban) |              |
| Montauban-de-Picardie                                                         | Quarry Cemetery |              |
| Montauban-de-Picardie                                                         | Monument aux bataillons de Liverpool et de Manchester (Liverpool Pals & Manchester Pals) |              |
| Morlancourt                                                                   | Morlancourt British Cemetery N°1 |              |
| Morlancourt                                                                   | Morlancourt British Cemetery N°2 |              |
| Muille-Villette                                                               | Cimetière militaire britannique de Ham (Ham British Cemetery) |              |
| Nesle                                                                         | Cimetière communal : carré militaire britannique (Nesle Communal Cemetery) |              |
| Ovillers-la-Boisselle                                                         | Trou de mine de La Boisselle Classé MH (1998) |              |
| Ovillers-la-Boisselle                                                         | Monument à la 34e division des Irlandais et des Écossais |              |
| Ovillers-la-Boisselle                                                         | Croix à la 19e Western Division |              |
| Ovillers-la-Boisselle                                                         | Monument aux Tyneside Scottisch et aux Tyneside Irish |              |
| Ovillers-la-Boisselle                                                         | Cimetière militaire britannique de La Boisselle (Gordon Dump Cemetery) |              |
| Ovillers-la-Boisselle                                                         | Cimetière militaire britannique d'Ovillers (Ovillers Military Cemetery) |              |
| Ovillers-la-Boisselle                                                         | Mémorial de Pozières (Cimetière militaire des Colonnes) Inscrit MH (2016) - Patrimoine mondial (2023) |              |
| Ovillers-la-Boisselle                                                         | Sur la route de Pozières à Thiepval : stèle de la Ferme du Mouquet |              |
| Pargny                                                                        | Pargny British Cemetery |              |
| Péronne                                                                       | Monument aux morts australien du mont Saint-Quentin |              |
| Péronne                                                                       | Cimetière militaire britannique de La Chapelette (La Chapelette British And Indian Cemetery) |              |
| Péronne                                                                       | Cimetière militaire britannique de Péronne (Péronne Communal Cemetery Extension) |              |
| Pozières                                                                      | Monument à la 1re division australienne |              |
| Pozières                                                                      | Monument aux fusiliers royaux britanniques |              |
| Pozières                                                                      | Moulin à vent de Pozières : - Monument aux tanks - Monument aux soldats australiens - Monuments aux animaux victimes de la guerre |              |
| Pozières                                                                      | Stèle à la mémoire de George Butterworth |              |
| Puchevillers                                                                  | Cimetière militaire britannique de Puchevillers (Puchevillers British Cemetery) |              |
| Rancourt                                                                      | Rancourt British Cemetery (Cimetière britannique de Rancourt) |              |
| Roisel                                                                        | Cimetière militaire britannique de Roisel (Roisel Communal Cemetery Extension) |              |
| Le Ronssoy                                                                    | Ronssoy Communal Cemetery |              |
| Rosières-en-Santerre                                                          | Cimetière militaire britannique de Rosières-en-Santerre (Rosières Communal Cemetery Extension) |              |
| Sailly-Laurette                                                               | Beacon Cemetery |              |
| Sailly-le-Sec                                                                 | Dive Copse British Cemetery |              |
| Sailly-Saillisel                                                              | Cimetière militaire britannique de Sailly-Saillisel (Sailly-Saillisel British Cemetery) |              |
| Senlis-le-Sec                                                                 | Senlis Communal Cemetery Extension |              |
| Sorel                                                                         | Fins New British Cemetery |              |
| Suzanne                                                                       | Suzanne Communal Cemetery Extension (Extension du cimetière communal de Suzanne) |              |
| Suzanne                                                                       | Suzanne Military Cemetery n°3 (Cimetière militaire no 3 de Suzanne) |              |
| Templeux-le-Guérard                                                           | Templeux-le-Guérard British Cemetery |              |
| Templeux-le-Guérard                                                           | Templeux-le-Guérard Communal Cemetery Extension |              |
| Tertry                                                                        | Carré militaire britannique du cimetière communal |              |
| Thiepval                                                                      | Tour d'Ulster (mémorial à la 36e division irlandaise) Inscrit MH (2016) |              |
| Thiepval                                                                      | Cimetière militaire britannique de la route du moulin (Mill Road Cemetery) |              |
| Thiepval                                                                      | Cimetière britannique de Connaught |              |
| Thiepval                                                                      | Monument à la 18e division d'infanterie britannique |              |
| Tincourt-Boucly                                                               | Tincourt New British Cemetery (Cimetière britannique de Tincourt) |              |
| Ugny-l'Équipée                                                                | Cimetière communal : carré militaire britannique |              |
| Varennes-en-Croix                                                             | Varennes Military Cemetery |              |
| Vauvillers                                                                    | Cimetière militaire britannique Rosières (Rosières British Cemetery) |              |
| Ville-sur-Ancre                                                               | Ville-sur-Ancre Communal Cemetery Extension Cimetière militaire britannique de Ville-sur-Ancre |              |
| Ville-sur-Ancre                                                               | Borne Vauthier |              |
| Villers-Faucon                                                                | Sainte-Emilie Valley Cemetery (Cimetière militaire britannique de Sainte-Émilie] |              |
| Villers-Faucon                                                                | Villers-Faucon Communal Cemetery and Extension |              |
| Vrely                                                                         | Cimetière militaire britannique de Vrély (Vrely Communal Cemetery Extension) |              |
| Warvillers                                                                    | Cimetière militaire britannique Churchyard (Warvillers Churchyard Extension) |              |

### Cimetières militaires et monuments français[2]

#### Arrondissement d'Abbeville
| Commune   | cimetières et monuments commémoratifs                                              | illustration |
| --------- | ---------------------------------------------------------------------------------- | ------------ |
| Abbeville | Cimetière de la Chapelle - Carré militaire français A - Carré militaire français B |              |
| Le Crotoy | Cimetière communal : carré militaire français et tombes britanniques               |              |

#### Arrondissement d'Amiens
| Commune    | cimetières et monuments commémoratifs | illustration |
| ---------- | --- | ------------ |
| Amiens     | Cimetière Saint-Acheul : - Nécropole nationale de Saint-Acheul - Monument aux morts du cimetière militaire de Saint-Acheul |              |
| Amiens     | Cimetière Saint-Pierre : - Nécropole nationale Saint-Pierre - Carré militaire du cimetière Saint-Pierre. |              |
| Boves      | Cimetière communal : carré militaire français |              |
| Doullens   | Calvaire de la Reconnaissance (calvaire Foch) |              |
| Fouilloy   | Cimetière communal : carré militaire français |              |
| Marcelcave | Nécropole nationale des Buttes |              |
| Vecquemont | Cimetière communal : monument en forme de borne, « À nos héros 1870-1871 - 1914-1918 », avec inscrit sur l'une des faces Ci-gît et les noms de trois soldats malgaches du 89e régiment d'artillerie lourde tués à l'ennemi le 27 mai 1918 à Vecquemont. |              |

#### Arrondissement de Montdidier
| Commune       | cimetières et monuments commémoratifs                                                                      | illustration |
| ------------- | --- | ------------ |
| Assainvillers | Monument à la 169e D.I.                                                                                    |              |
| Beuvraignes   | Nécropole nationale du bois des Loges                                                                      |              |
| Champien      | Cimetière communal : carré militaire français                                                              |              |
| Gratibus      | Monument au 19e bataillon de chasseurs à pied                                                              |              |
| Hattencourt   | Nécropole nationale d'Hattencourt                                                                          |              |
| Montdidier    | Nécropole nationale de Montdidier                                                                          |              |
| Montdidier    | Nécropole nationale de l'Egalité                                                                           |              |
| Moreuil       | Monument au 31e corps d'armée                                                                              |              |
| Moreuil       | Stèle au capitaine aviateur Aubry                                                                          |              |
| Moreuil       | Entrée du Bois de Sénécat sur la route départementale 134 : monument au 12e régiment de cuirassiers à pied |              |

#### Arrondissement de Péronne
| Commune                          | cimetières et monuments commémoratifs | illustration |
| -------------------------------- | --- | ------------ |
| Acheux-en-Amiénois               | Cimetière communal : carré militaire français |              |
| Albert                           | Nécropole nationale d'Albert |              |
| Beaumont-Hamel                   | Nécropole nationale de Serre-Hébuterne (Beaumont-Hamel) |              |
| Biaches                          | Nécropole nationale de Biaches |              |
| Bouchavesnes-Bergen              | Nécropole nationale de Rancourt Inscrit MH (2016, Chapelle) - Patrimoine mondial (2023)                                                                                             |              |
| Bouchavesnes-Bergen              | Monument au maréchal Foch |              |
| Bray-sur-Somme                   | Nécropole nationale de Bray-sur-Somme |              |
| Cerisy                           | Nécropole nationale de Cerisy |              |
| Chaulnes                         | Borne-Fontaine sculptée « En souvenir de la collaboration de la Croix rouge américaine et de l'Union des Femmes de France Croix-Rouge française - à Chaulnes ressuscité 1917-1919 » |              |
| Cléry-sur-Somme                  | Nécropole nationale du bois des Ouvrages |              |
| Cléry-sur-Somme                  | Stèle en souvenir des morts du 363e régiment d'infanterie |              |
| Dompierre-Becquincourt           | Nécropole nationale de Dompierre-Becquincourt |              |
| Estrées-Deniécourt               | Estrées : stèle au 329e Régiment d'infanterie |              |
| Étinehem-Méricourt               | Nécropole nationale de la Cote-80 |              |
| Flers                            | Monument à ceux tombés aux combats de Flers, Ginchy, Lesbœufs le 26 septembre 1914                                                                                                  |              |
| Frise                            | Stèle érigée à la mémoire d'Arthur Knaap, soldat néerlando-indonésien du Régiment de marche de la Légion étrangère                                                                  |              |
| Guillemont                       | Monument aux soldats du 265e régiment d'infanterie morts le 28 août 1914 |              |
| Lihons                           | Nécropole nationale de Lihons |              |
| Maucourt                         | Nécropole nationale de Maucourt |              |
| Maucourt                         | Stèle aux 7e et 14e bataillons de chasseurs, au 52e régiment d'infanterie (septembre-octobre 1914), au 415e régiment d'infanterie (1915)                                            |              |
| Maurepas                         | Nécropole nationale de Maurepas | vue générale |
| Moislains                        | Nécropole nationale de Moislains (Cimetière des Charentais) |              |
| Ovillers-la-Boisselle (Ovillers) | « Je n'abandonne pas mes Bretons », monument à la mémoire des braves du 19e d'infanterie, 17 décembre 1914                                                                          |              |
| Pœuilly                          | Mairie : plaque à la mémoire du général Bridoux mortellement blessé le 17 septembre 1914                                                                                            |              |
| Ronssoy                          | Cimetière communal : carré militaire français (neuf tombes) |              |
| Vermandovillers                  | Cimetière communal : carré militaire du 1er bataillon de chasseurs |              |
| Vermandovillers                  | Stèle aux soldats du 1er bataillon de chasseurs à pied morts en 1916 |              |
| Vermandovillers                  | Monument au capitaine Delcroix |              |
| Villers-Carbonnel                | Nécropole nationale de Villers-Carbonnel |              |
| Villers-Carbonnel                | Cimetière communal : tombes de trois travailleurs chinois du Chinese Labour Corps.                                                                                                  |              |

## Seconde Guerre mondiale

### Cimetière militaire allemand

#### Arrondissement d'Amiens
| Commune | cimetières et monuments commémoratifs   | illustration |
| ------- | --------------------------------------- | ------------ |
| Bourdon | Cimetière militaire allemand de Bourdon |              |

### Cimetière militaire français

#### Arrondissement d'Amiens
| Commune     | cimetières et monuments commémoratifs | illustration |
| ----------- | ------------------------------------- | ------------ |
| Condé-Folie | Nécropole nationale de Condé-Folie    |              |

### Mémoriaux, monuments et stèles commémoratifs

#### Arrondissement d'Abbeville
| Commune                  | cimetières et monuments commémoratifs                                                        | illustration |
| ------------------------ | -------------------------------------------------------------------------------------------- | ------------ |
| Abbeville                | Monument aux patriotes victimes de la barbarie nazie                                         |              |
| Abbeville                | Plaque commémorative à la 1re division blindée polonaise                                     |              |
| Abbeville                | Stèle commémorative du bataillon FFI VII/2 d'Abbeville                                       |              |
| Béhen                    | Plaque commémorative du 28 mai 1940                                                          |              |
| Le Boisle                | Stèle commémorative aux victimes du 16 juin 1944                                             |              |
| Boufflers                | Stèle commémorative des victimes du 16 juin 1944                                             |              |
| Crécy-en-Ponthieu        | Stèle à la mémoire des six fusillés du 3 septembre 1944                                      |              |
| Huppy                    | Monument commémoratif de la bataille d'Abbeville                                             |              |
| Huppy                    | Stèle à la 4e division cuirassée (1940)                                                      |              |
| Longpré-les-Corps-Saints | Stèle avec cette dédicace : « 5 et 6 juin 1940 Ils sont morts pour que les hommes s'aiment.» |              |
| Mers-les-Bains           | Stèle du 50e anniversaire de la libération des camps                                         |              |
| Moyenneville             | Stèle aux morts pour la France le 30 mai 1940 (4e division cuirassée)                        |              |
| Vron                     | Plaque commémorative de la libération de la commune par l'armée canadienne en 1944           |              |

#### Arrondissement d'Amiens
| Commune                | cimetières et monuments commémoratifs | illustration |
| ---------------------- | --- | ------------ |
| Airaines               | Monument à la mémoire du capitaine N'Tchoréré et des combattants africains de l'armée française |              |
| Airaines               | Monument à la mémoire du 53e régiment d'infanterie coloniale mixte sénégalais |              |
| Amiens                 | Monument au Maréchal Leclerc (place René Goblet) |              |
| Amiens                 | Stèle « Ne pas subir », en hommage au Maréchal de France, Jean de Lattre de Tassigny, commandant en chef de la Ire Armée française Rhin et Danube et aux soldats qui ont combattu sous ses ordres 1942-1952 |              |
| Amiens                 | Stèle aux frères de Guillebon |              |
| Amiens                 | Carrefour de la Libération : borne de la Voie de la Liberté |              |
| Amiens                 | Mémorial « Aux Picards martyrs de la Résistance » avec une plaque apposée « La République française en hommage aux victimes des persécutions racistes et antisémites et des crimes contre l'humanité commises sous l'autorité de fait dite « Gouvernement de l'État français »" 1940-1944, n'oublions jamais" - "25e anniversaire de la libération des camps de déportation, et terre prélevée au camp du Struthof, 26 avril 1970 » (place René Goblet) |              |
| Amiens                 | Rue Jeanne d'Arc : Ancien siège de la Gestapo : plaque « En souvenir des Résistants torturés dans cette maison par les nazis 1942-1944 » |              |
| Amiens                 | Poteau des Fusillés de la citadelle d'Amiens |              |
| Amiens                 | Pont Beauvillé : stèle à la mémoire des patriotes qui défendirent le pont le 31 août 1944 |              |
| Amiens                 | Pont de Montières : stèle commémorative à Georges Quarante et Edmond Fontaine, résistants tués, en défendant l'écluse de Montières, le 31 août 1944 (Libération d’Amiens) sculptée par Léon Lamotte |              |
| Amiens                 | Plaque commémorative à la mémoire de seize Résistants des quartiers Beauvais-Châteaudun, morts pour la France |              |
| Amiens                 | Cimetière de La Madeleine : stèle à la mémoire des victimes civiles de la guerre 1939-1945 |              |
| Amiens                 | Stèle commémorative du square du Souvenir de la Rafle d'Amiens du 4 janvier 1944 |              |
| Aubigny                | Mur extérieur du cimetière communal : stèle à la mémoire de la 4e D.I.C. mai-juin 1940 |              |
| Bertangles             | Stèle à la mémoire des sept Résistants exécutés au bois du Coup de tonnerre |              |
| Berteaucourt-les-Dames | Plaque à la mémoire des victimes du 2 septembre 1944 |              |
| Blangy-Tronville       | Mur extérieur de la mairie : stèle à la mémoire de la 4e D.I.C. mai-juin 1940 |              |
| Bonneville             | Stèle aux sept suppliciés du 16 août 1944 |              |
| Le Bosquel             | Monument aux morts, sur le côté plaque « Aux morts du 50e R.I. et aux soldats tombés au Bosquel en juin 1940, la commune reconnaissante » |              |
| Boves                  | Mémorial du bois de Gentelles (charnier de Gentelles) |              |
| Breilly                | Stèle à la 13e division |              |
| Brocourt               | Monument aux soldats du 13e B.C.A. morts en juin 1940 |              |
| Cachy                  | Plaque à la mémoire des morts du 16e R.T.S et du 212e R.A.L.C. de la 4e division d'infanterie coloniale mai-juin 1940, apposée sur le monument de la guerre de 1870 |              |
| Cagny                  | Mur extérieur de l'église, stèle à la mémoire de la 4e D.I.C. mai-juin 1940 |              |
| Cagny                  | Mur extérieur de l'église, stèle à la mémoire de la 7e D.I.C. mai-juin 1940 |              |
| Camon                  | Cimetière communal : stèle en « hommage de la population de Camon à ses morts dans la Résistance » |              |
| Caulières              | Plaque apposée au monument aux morts érigée en 1980 commémorant le sacrifice du 49e Bataillon de chasseurs alpins |              |
| Crouy-Saint-Pierre     | Monument aux Tirailleurs sénégalais |              |
| Démuin                 | Mur de clôture du monument aux mort, stèle à la 4e D.I.C. |              |
| Dromesnil              | Stèle à la mémoire des tirailleurs sénégalais de la 5e D.I.C. (8 juin 1940) |              |
| Dury                   | Stèle à la mémoire de la 7e division d'infanterie coloniale (1940) |              |
| Dury                   | Stèle à la mémoire des anciens combattants du 56e régiment d'infanterie (1940) |              |
| Dury                   | Hôpital Philippe Pinel, plaque à la mémoire des quatre Résistants dont les corps furent retrouvés là en septembre 1944. |              |
| Équennes-Éramecourt    | Stèle aux martyrs de Taussacq (29 août 1944) |              |
| Essertaux              | Stèle « A la mémoire des soldats morts pour la France le 7 juin 1940 à Essertaux » |              |
| Essertaux              | Monument au général de Guillebon |              |
| Fouilloy               | Mur extérieur du cimetière communal : stèle à la mémoire de la 4e D.I.C. mai-juin 1940 |              |
| Frémontiers            | Monuments au 3e bataillon du 21e régiment d'infanterie, 7 juin 1940 |              |
| Glisy                  | Mur extérieur de l'église : stèle à la mémoire de la 4e D.I.C. mai-juin 1940 |              |
| Le Hamel               | Mur extérieur d'un bâtiment donnant sur la place du village : stèle à la mémoire de la 4e D.I.C. mai-juin 1940 |              |
| Hébécourt              | Monument « Aux morts de la 16e division d'infanterie mai-juin 1940 » |              |
| Hébécourt              | Cimetière communal, plaque à la 7e D.I.C. (mai-juin 1940), apposée sur le monument aux morts du 27 novembre 1870 |              |
| Lamotte-Brebière       | Maison éclusière, plaque avec cette inscription : « Henri Lememe mort en déportation 1891-1945 » |              |
| Longueau               | Cimetière communal: stèle en « hommage aux martyrs victimes du fascisme tombés pour que la France vive » |              |
| Longueau               | Dépôt SNCF : plaque à la mémoire des agents de la SNCF tués par faits de guerre 1939-1945 |              |
| Morcourt               | Plaque à la mémoire de soldats français et marocains morts à Morcourt en mai-juin 1940 |              |
| Namps-Maisnil          | Hameau de Rumaisnil : stèle « à la mémoire des tirailleurs du 8e RTM morts pour la France en 1940 à Rumaisnil » |              |
| Le Quesne              | Stèle à la mémoire des soldats du 19e B.C.P. tombés sur le Liger le 8 juin 1940 |              |
| Quesnoy-sur-Airaines   | Stèle aux héros morts au champ d'honneur les 5 et 6 juin 1940 |              |
| Quesnoy-sur-Airaines   | Stèle aux troupes coloniales |              |
| Rivery                 | Mur extérieur de la mairie : - plaques en « Hommage de la commune de Rivery » à Georges Matifas - plaque « Rivery à ses enfants morts pour la France 1939-1945 » |              |
| Sains-en-Amiénois      | Cimetière communal : stèle à la mémoire des aviateurs français morts le 31 mai 1940 |              |
| Saisseval              | Plaque commémorative de la bataille de la Somme (31 mai-6 juin 1940) |              |
| Thoix                  | Monument aux deux aviateurs aux aviateurs abattus lors des combats de la Bataille de France le 5 juin 1940 |              |
| Ville-le-Marclet       | Stèle commémorative du charnier du parc du château |              |
| Villers-Bretonneux     | Monument aux FFI, fusillés et déportés politiques morts pour la France 1939-1945 |              |
| Warloy-Baillon         | Stèle à la mémoire de deux aviateurs de la Royal Air Force abattus pendant la Seconde Guerre mondiale |              |

#### Arrondissement de Montdidier
| Commune                   | cimetières et monuments commémoratifs                                                                      | illustration |
| ------------------------- | --- | ------------ |
| Le Cardonnois             | Stèle aux aviateurs américains tombés au Cardonnois le 8 février 1944                                      |              |
| Domart-sur-la-Luce        | Plaque à la mémoire des aviateurs tués le 5 juin 1940 à Domart-sur-la Luce                                 |              |
| Montdidier                | Monument « à la mémoire des aviateurs morts pour la France en Picardie en service commandé mai-juin 1940 » |              |
| Le Plessier-Rozainvillers | Plaque à la mémoire des aviateurs français morts le 30 mai 1940                                            |              |
| Remaugies                 | A la mémoire des 4 Aviateurs français Morts pour la France le 6 juin 1940 à Remaugies.                     |              |

#### Arrondissement de Péronne
| Commune              | cimetières et monuments commémoratifs                                                                                                  | illustration |
| -------------------- | --- | ------------ |
| Acheux-en-Amiénois   | Stèle commémorative à la mémoire des sept fusillés de Bonneville (dont les corps furent retrouvés à Acheux-en-Amiénois)                |              |
| Albert               | Plaque commémorative à la mémoire de Léandre Deflandre, chef de la Résistance OCM sur les lieux où il fut abattu.                      |              |
| Albert               | Monument aux morts : plaque « section Libé-Nord d'Albert hommage à ses martyrs Guerre 39-45 »                                          |              |
| Albert               | Monument aux morts : plaque aux victimes de la Libération                                                                              |              |
| Beaufort-en-Santerre | Stèle à la mémoire des 31 soldats français exécutés par les Allemands le 7 juin 1940                                                   |              |
| Beaufort-en-Santerre | Stèle aux soldats des 41e R.I. et 10e R.A.D. massacrés le 7 juin 1940                                                                  |              |
| Buire-sur-l'Ancre    | Stèle à la mémoire de deux soldats français tués le 20 mai 1940                                                                        |              |
| Eppeville            | Plaque à la mémoire de la 9e compagnie du 140e régiment d'infanterie alpine                                                            |              |
| Eppeville            | Plaque à la mémoire du 3e bataillon du 140e régiment d'infanterie alpine                                                               |              |
| Étinehem-Méricourt   | Mairie de Méricourt-sur-Somme : plaque à la mémoire des morts du 2e G.R.C.A. et du 20e régiment de tirailleurs tunisiens mai-juin 1940 |              |
| Morlancourt          | Monument aux morts: plaque « à la mémoire de René Carpentier, Alfred Dizy et Alexandre Demarquet ».                                    |              |
| Tincourt-Boucly      | Stèle à la mémoire des aviateurs américains tombés à Tincourt-Boucly 1944-1945                                                         |              |

## Guerres coloniales

### Indochine - Algérie-Tunisie-Maroc

#### Arrondissement d'Abbeville
| Commune                                | cimetières et monuments commémoratifs | illustration |
| -------------------------------------- | --- | ------------ |
| Abbeville                              | Stèle commémorative Indochine, T.O.E., Algérie-Tunisie-Maroc, place du Palais de Justice                                                        |              |
| Le Crotoy                              | Cimetière communal : monument « Le Crotoy, à ses enfants morts pour la France » 1914-1918, 1939-1945, Indochine, A.F.N., opérations extérieures |              |
| Mers-les-Bains                         | Stèle en hommage aux anciens combattants, Algérie, Tunisie, Maroc et T.O.E.                                                                     |              |
| Saint-Quentin-la-Motte-Croix-au-Bailly | Stèle en hommage aux anciens combattants Algérie-Tunisie-Maroc, T.O.E.                                                                          |              |

#### Arrondissement d'Amiens
| Commune            | cimetières et monuments commémoratifs | illustration |
| ------------------ | --- | ------------ |
| Beaucamps-le-Vieux | Stèle aux combattants d'Algérie, Tunisie, Maroc, Indochine |              |
| Oisemont           | Stèle aux combattants d'Algérie, Tunisie, Maroc, et Théâtres d'opérations extérieurs |              |
| Amiens             | Cimetière du Faubourg Saint-Pierre : - monument « À nos morts en Algérie 1830-1962 » érigé par l'Amicale des pieds noirs en Picardie. Une plaque est dédiée « À nos morts du Maroc et de Tunisie ». - Plaques à la mémoire de l’œuvre de la France en Afrique du Nord, du général Jouhaud et du maréchal Juin. |              |

#### Arrondissement de Péronne
| Commune | cimetières et monuments commémoratifs                                                                                               | illustration |
| ------- | --- | ------------ |
| Péronne | Mémorial départemental aux Anciens Combattants d'Afrique du Nord. Plaque commémorative à la mémoire des Français morts en Indochine |              |

## Pour approfondir